# Rosario, Sonora
Rosario är en ort i Mexiko.   Den ligger i kommunen Rosario och delstaten Sonora, i den nordvästra delen av landet, 1 400 km nordväst om huvudstaden Mexico City. Rosario ligger 423 meter över havet och antalet invånare är 2 815.
Terrängen runt Rosario är huvudsakligen platt, men åt nordväst är den kuperad.  Trakten runt Rosario är nära nog obefolkad, med mindre än två invånare per kvadratkilometer. Rosario är det största samhället i trakten. I omgivningarna runt Rosario växer huvudsakligen savannskog.